# Idzi z Santarém
Idzi z Santarém (ur. ok. 1190 w Vouzela, zm. 14 maja 1265 w Santarém) – błogosławiony Kościoła katolickiego, portugalski dominikanin.

## Życiorys
Był synem Rui Pais de Valadares gubernatora Coimbry. Przeniósł się do Paryża, gdzie studiował filozofię i medycynę. Po powrocie do Portugalii został wysłany do klasztoru w Scallabis. Został wybrany dwukrotnie prowincjałem (w 1233 i 1257 roku). Został beatyfikowany przez papieża Benedykta XIV w dniu 9 maja 1748, a jego wspomnienie obchodzone jest w dniu 14 maja.